# Wittelsbacherbrunnen (Eichstätt)
Der Wittelsbacher Brunnen ist ein Brunnen am Ende des Leonrodplatzes in Eichstätt, dem früheren Jesuitenplatz.

## Geschichte
Der Brunnen wurde 1905 von den Bildhauern Carl Sattler und Irene Georgii-Hildebrand erschaffen und 1906 an das Wasserleitungssystem Eichstätts angeschlossen. Irene Georgii-Hildebrand ist die Tochter des Bildhauers Adolf von Hildebrand, dem Erschaffer des Münchner Wittelsbacher Brunnens. Der Brunnen wurde in Andenken an das 100-jährige Jubiläum Eichstätts unter der Herrschaft der Wittelsbacher errichtet. Eichstätt ist 1802 nach dem Ende des Hochstifts Eichstätt kurzzeitig an das Kurfürstentum Bayern und 1806 endgültig an das Königreich Bayern gekommen, wobei es 1817–1833 noch einmal ein Fürstentum Eichstätt mit der Residenzstadt Eichstätt gab, das für den Schwiegersohn des bayerischen Königs und Stiefsohn Napoleons, Prinz Eugen Beauharnais, Herzog von Leuchtenberg, geschaffen worden war. Die Enthüllung des Brunnendenkmals geschah am 22. Oktober 1905 durch den Prinzen Ludwig Ferdinand von Bayern.
Nach dem vergeblichen Versuch in der Nacht vom 23./24. April 1945, die Sprengung der Eichstätter Spitalbrücke durch die SS zu verhindern, wurden Valentin Kriegl (* 9. Februar 1908 in Eichstätt) und Ludwig Lamour aus Jägersfreude bei Saarbrücken (* 19. Dezember 1906) verhaftet und nach einer Gerichtsverhandlung auf der Willibaldsburg zum Tod durch Erhängen verurteilt. Die öffentliche Hinrichtung durch SS-Leute fand noch am Abend an zwei Lindenbäumen neben dem Wittelsbacherbrunnen statt.

## Beschreibung

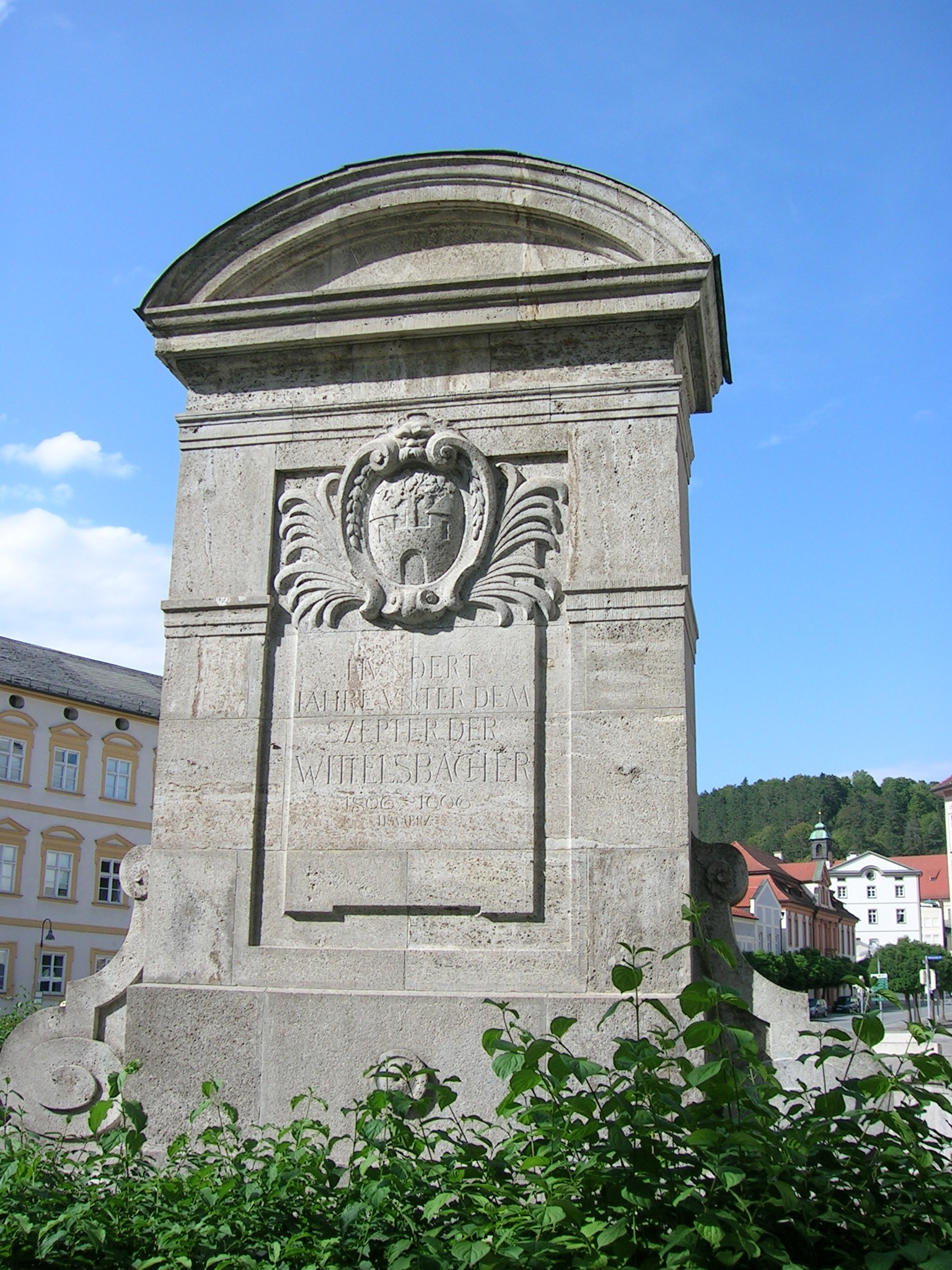
Rückansicht der Ädikula

Hinter dem Brunnenbecken liegt die von Carl Sattler geschaffene Ädikula. Darin steht die Patrona Bavariae von Irene Hildebrand. Auf der Südseite des Brunnens findet sich die Inschrift „Hundert Jahre unter dem Szepter der Wittelsbacher 1806–1906 11. März“; der 11. März 1906 war der Vorabend des 85. Geburtstages des Prinzregenten Luitpold von Bayern. Der Brunnen steht als Nummer D-1-76-123-100 in der bayerischen Denkmalliste.